# فینال‌های ان‌بی‌ای ۱۹۹۸
فینال‌های ان‌بی‌ای ۱۹۹۸ دور قهرمانی رقابت‌های حذفی ان‌بی‌ای در فصل ۹۸–۱۹۹۷ می‌باشد. تیم‌های شیکاگو بولز (قهرمان کنفرانس شرق) و یوتا جاز (قهرمان کنفرانس غرب) در بازی‌های این دور که به صورت بهترین از هفت که با مزیت بازی خانگی برای تیم جاز و میزبانی دو بازی نخست در سالت‌لیک‌سیتی همراه بود، به مصاف یکدیگر رفتند. این تکرار بازی‌های دورهٔ پیشین می‌باشد، شیکاگو توانست سری را با نتیجهٔ ۴ بر ۲ پیروز شود و برای سومین بار پیاپی و ششمین بار در هشت فصل اخیر، عنوان قهرمانی NBA را به دست بیاورد.
مایکل جردن نیز به عنوان باارزش‌ترین بازیکن (ام‌وی‌پی) بازی‌های پایانی انتخاب شد. او برای ششمین بار به عنوان باارزش‌ترین بازیکن سری‌های پایانی برگزیده شد (پیش از این وی در ۱۹۹۱، ۱۹۹۲، ۱۹۹۳، ۱۹۹۶ و ۱۹۹۷ عنوان باارزش‌ترین بازیکن فینال‌های ان‌بی‌ای را به دست آورده بود). این ششمین مرتبه‌ای بود که او قهرمانی ان‌بی‌ای و عنوان ارزشمندترین بازیکن دیدارهای پایانی را با هم به دست آورد.

## پیش‌زمینه

### مسیر فینال
| #  | کنفرانس غرب           | کنفرانس غرب | کنفرانس غرب | کنفرانس غرب | کنفرانس غرب   |
| #  | تیم                   | برد         | باخت        | درصد برد    | بازی‌های پشت‌سر |
| -- | --------------------- | ----------- | ----------- | ----------- | ------------- |
| ۱  | z-یوتا جاز            | ۶۲          | ۲۰          | ۰٫۷۵۶       | –             |
| ۲  | y-سیاتل سوپرسانیکس    | ۶۱          | ۲۱          | ۰٫۷۴۴       | ۱             |
| ۳  | x-لس آنجلس لیکرز      | ۶۱          | ۲۱          | ۰٫۷۴۴       | ۱             |
| ۴  | x-فینیکس سانز         | ۵۶          | ۲۶          | ۰٫۶۸۳       | ۶             |
| ۵  | x-سن آنتونیو اسپرز    | ۵۶          | ۲۶          | ۰٫۶۸۳       | ۶             |
| ۶  | x-پورتلند تریل بلیزرز | ۴۶          | ۳۶          | ۰٫۵۶۱       | ۱۶            |
| ۷  | x-مینه‌سوتا تیمبرولوز  | ۴۵          | ۳۷          | ۰٫۵۴۹       | ۱۷            |
| ۸  | x-هیوستون راکتس       | ۴۱          | ۴۱          | ۰٫۵۰۰       | ۲۱            |
|    |                       |             |             |             |               |
| ۹  | ساکرامنتو کینگز       | ۲۷          | ۵۵          | ۰٫۳۲۹       | ۳۵            |
| ۱۰ | دالاس ماوریکس         | ۲۰          | ۶۲          | ۰٫۲۴۴       | ۴۲            |
| ۱۱ | ونکوور گریزلیز        | ۱۹          | ۶۳          | ۰٫۲۳۲       | ۴۳            |
| ۱۱ | گلدن استیت واریرز     | ۱۹          | ۶۳          | ۰٫۲۳۲       | ۴۳            |
| ۱۳ | لس آنجلس کلیپرز       | ۱۷          | ۶۵          | ۰٫۲۰۷       | ۴۵            |
| ۱۴ | دنور ناگتس            | ۱۱          | ۷۱          | ۰٫۱۳۴       | ۵۱            |

| #  | کنفرانس شرق           | کنفرانس شرق | کنفرانس شرق | کنفرانس شرق | کنفرانس شرق   |
| #  | تیم                   | برد         | باخت        | درصد برد    | بازی‌های پشت‌سر |
| -- | --------------------- | ----------- | ----------- | ----------- | ------------- |
| ۱  | c-شیکاگو بولز         | ۶۲          | ۲۰          | ۰٫۷۵۶       | –             |
| ۲  | y-میامی هیت           | ۵۵          | ۲۷          | ۰٫۶۷۱       | ۷             |
| ۳  | x-ایندیانا پیسرز      | ۵۸          | ۲۴          | ۰٫۷۰۷       | ۴             |
| ۴  | x-شارلوت هورنتس       | ۵۱          | ۳۱          | ۰٫۶۲۲       | ۱۱            |
| ۵  | x-آتلانتا هاوکس       | ۵۰          | ۳۲          | ۰٫۶۱۰       | ۱۲            |
| ۶  | x-کلیولند کاوالیرز    | ۴۷          | ۳۵          | ۰٫۵۷۳       | ۱۵            |
| ۷  | x-نیویورک نیکس        | ۴۳          | ۳۹          | ۰٫۵۲۴       | ۱۹            |
| ۸  | x-نیوجرسی نتس         | ۴۳          | ۳۹          | ۰٫۵۲۴       | ۱۹            |
|    |                       |             |             |             |               |
| ۹  | واشینگتن ویزاردز      | ۴۲          | ۴۰          | ۰٫۵۱۲       | ۲۰            |
| ۱۰ | اورلندو مجیک          | ۴۱          | ۴۱          | ۰٫۵۰۰       | ۲۱            |
| ۱۱ | دیترویت پیستونز       | ۳۷          | ۴۵          | ۰٫۴۵۱       | ۲۵            |
| ۱۲ | بوستون سلتیکس         | ۳۶          | ۴۶          | ۰٫۴۳۹       | ۲۶            |
| ۱۲ | میلواکی باکس          | ۳۶          | ۴۶          | ۰٫۴۳۹       | ۲۶            |
| ۱۴ | فیلادلفیا سونتی‌سیکسرز | ۳۱          | ۵۱          | ۰٫۳۷۸       | ۳۱            |
| ۱۵ | تورنتو رپترز          | ۱۶          | ۶۶          | ۰٫۱۹۵       | ۴۶            |

### سری‌های فصل عادی
یوتا جاز پیروز هر دو بازی سری فصل عادی شد:
| ۲۵ ژانویه ۱۹۹۸ |

|  |

| یوتا جاز ۱۰۱, شیکاگو بولز ۹۴ |

| ۴ فوریه ۱۹۹۸ |

|  |

| شیکاگو بولز ۹۳, یوتا جاز ۱۰۱ |

## خلاصه سری
| بازی   | تاریخ             | تیم مهمان   | نتیجه                   | تیم میزبان  |
| ------ | ----------------- | ----------- | ----------------------- | ----------- |
| بازی ۱ | چهارشنبه، ۳ ژوئن  | شیکاگو بولز | ۸۵–۸۸ (وقت اضافه) (۰–۱) | یوتا جاز    |
| بازی ۲ | جمعه، ۵ ژوئن      | شیکاگو بولز | ۹۳–۸۸ (۱–۱)             | یوتا جاز    |
| بازی ۳ | یکشنبه، ۷ ژوئن    | یوتا جاز    | ۵۴–۹۶ (۱–۲)             | شیکاگو بولز |
| بازی ۴ | چهارشنبه، ۱۰ ژوئن | یوتا جاز    | ۸۲–۸۶ (۱–۳)             | شیکاگو بولز |
| بازی ۵ | جمعه، ۱۲ ژوئن     | یوتا جاز    | ۸۳–۸۱ (۲–۳)             | شیکاگو بولز |
| بازی ۶ | یکشنبه، ۱۴ ژوئن   | شیکاگو بولز | ۸۷–۸۶ (۴–۲)             | یوتا جاز    |

بولز پیروز سری ۴–۲.
| ۳ ژوئن |

| Boxscore |

| شیکاگو بولز ۸۵, یوتا جاز ۸۸ (OT)                                      |  |                                                                   |
| امتیاز بر پایه وقت: ۱۷–۱۷, ۲۳–۲۸, ۱۹–۲۲, ۲۰–۱۲, وقت اضافه: ۶–۹        |  |                                                                   |
| امتیاز: مایکل جردن ۳۳ ریباند: اسکاتی پیپن، Longley ۸ پاس : استیو کر ۵ |  | امتیاز: جان استاکتون ۲۴ ریباند: کارل مالون ۱۴ پاس: جان استاکتون ۸ |
| یوتا پیشتاز سری، ۱–۰                                                  |  |                                                                   |

| ۵ ژوئن |

| Boxscore |

| شیکاگو بولز ۹۳, یوتا جاز ۸۸                                                |  |                                                                 |
| امتیاز بر پایه وقت: ۲۳–۲۰, ۲۷–۲۶, ۲۰–۲۷, ۲۳–۱۵                             |  |                                                                 |
| امتیاز: مایکل جردن ۳۷ ریباند: تونی کوکوچ، دنیس رادمن ۹ پاس : اسکاتی پیپن ۴ |  | امتیاز: جف هورناسک ۲۰ ریباند: کارل مالون ۱۲ پاس: جان استاکتون ۷ |
| سری برابر، ۱–۱                                                             |  |                                                                 |

| ۷ ژوئن |

| Boxscore |

| یوتا جاز ۵۴, شیکاگو بولز ۹۶                                        |  |                                                               |
| امتیاز بر پایه وقت: ۱۴–۱۷, ۱۷–۳۲, ۱۴–۲۳, ۹–۲۴                      |  |                                                               |
| امتیاز: کارل مالون ۲۲ ریباند: Greg Ostertag ۹ پاس : جان استاکتون ۷ |  | امتیاز: مایکل جردن ۲۴ ریباند: Ron Harper ۱۰ پاس: Ron Harper ۷ |
| شیکاگو پیشتاز سری، ۲–۱                                             |  |                                                               |

| ۱۰ ژوئن |

| Boxscore |

| یوتا جاز ۸۲, شیکاگو بولز ۸۶                                       |  |                                                                |
| امتیاز بر پایه وقت: ۱۹–۲۱, ۱۸–۱۸, ۲۰–۲۲, ۲۵–۲۵                    |  |                                                                |
| امتیاز: کارل مالون ۲۱ ریباند: کارل مالون ۱۴ پاس : جان استاکتون ۱۳ |  | امتیاز: مایکل جردن ۳۴ ریباند: دنیس رادمن ۱۴ پاس: اسکاتی پیپن ۵ |
| شیکاگو پیشتاز سری، ۳–۱                                            |  |                                                                |

| ۱۲ ژوئن |

| Boxscore |

| یوتا جاز ۸۳, شیکاگو بولز ۸۱                                      |  |                                                                  |
| امتیاز بر پایه وقت: ۱۶–۱۸, ۱۴–۱۸, ۲۹–۱۹, ۲۴–۲۶                   |  |                                                                  |
| امتیاز: کارل مالون ۳۹ ریباند: کارل مالون ۹ پاس : جان استاکتون ۱۲ |  | امتیاز: تونی کوکوچ ۳۰ ریباند: اسکاتی پیپن ۱۱ پاس: اسکاتی پیپن ۱۱ |
| شیکاگو پیشتاز سری، ۳–۲                                           |  |                                                                  |

| ۱۴ ژوئن |

| Boxscore |

| شیکاگو بولز ۸۷, یوتا جاز ۸۶                                                |  |                                                               |
| امتیاز بر پایه وقت: ۲۲–۲۵, ۲۳–۲۴, ۱۶–۱۷, ۲۶–۲۰                             |  |                                                               |
| امتیاز: مایکل جردن ۴۵ ریباند: دنیس رادمن ۸ پاس : تونی کوکوچ، اسکاتی پیپن ۴ |  | امتیاز: کارل مالون ۳۱ ریباند: کارل مالون ۱۱ پاس: کارل مالون ۷ |
| شیکاگو برندهٔ فینال‌های ان‌بی‌ای، ۴–۲                                          |  |                                                               |

## آمارهای بازیکنان
شیکاگو بولز
| بازیکن          | GP | GS | MPG  | FG%   | 3FG%  | FT%   | RPG | APG | SPG | BPG | PPG  |
| --------------- | -- | -- | ---- | ----- | ----- | ----- | --- | --- | --- | --- | ---- |
| Randy Brown     | ۲  | ۰  | ۳٫۵  | ۰٫۳۳۳ | ۰٫۰۰۰ | ۰٫۰۰۰ | ۱٫۰ | ۰٫۰ | ۰٫۵ | ۰٫۰ | ۱٫۰  |
| Jud Buechler    | ۶  | ۰  | ۵٫۲  | ۰٫۶۰۰ | ۰٫۶۶۷ | ۰٫۰۰۰ | ۰٫۳ | ۰٫۳ | ۰٫۲ | ۰٫۲ | ۱٫۳  |
| Scott Burrell   | ۶  | ۰  | ۱۴٫۰ | ۰٫۴۰۹ | ۰٫۲۵۰ | ۰٫۶۶۷ | ۲٫۵ | ۰٫۰ | ۱٫۲ | ۰٫۰ | ۳٫۵  |
| Ron Harper      | ۶  | ۶  | ۲۸٫۷ | ۰٫۳۶۴ | ۰٫۱۶۷ | ۰٫۵۸۳ | ۴٫۵ | ۲٫۸ | ۱٫۵ | ۰٫۷ | ۵٫۳  |
| Michael Jordan  | ۶  | ۶  | ۴۱٫۷ | ۰٫۴۲۷ | ۰٫۳۰۸ | ۰٫۸۱۴ | ۴٫۰ | ۲٫۳ | ۱٫۸ | ۰٫۷ | ۳۳٫۵ |
| Steve Kerr      | ۶  | ۰  | ۲۰٫۷ | ۰٫۳۵۰ | ۰٫۳۸۵ | ۱٫۰۰۰ | ۰٫۳ | ۲٫۵ | ۰٫۳ | ۰٫۰ | ۳٫۸  |
| Toni Kukoč      | ۶  | ۶  | ۳۷٫۰ | ۰٫۵۰۰ | ۰٫۳۰۴ | ۰٫۶۱۵ | ۴٫۷ | ۲٫۷ | ۱٫۲ | ۰٫۷ | ۱۵٫۲ |
| Luc Longley     | ۶  | ۶  | ۲۱٫۷ | ۰٫۴۴۴ | ۰٫۰۰۰ | ۰٫۷۵۰ | ۴٫۸ | ۱٫۵ | ۰٫۸ | ۰٫۸ | ۵٫۰  |
| Scottie Pippen  | ۶  | ۶  | ۳۹٫۵ | ۰٫۴۱۰ | ۰٫۲۳۱ | ۰٫۸۳۳ | ۶٫۸ | ۴٫۸ | ۱٫۷ | ۰٫۸ | ۱۵٫۷ |
| Dennis Rodman   | ۶  | ۰  | ۳۰٫۵ | ۰٫۴۶۲ | ۰٫۰۰۰ | ۰٫۶۶۷ | ۸٫۳ | ۱٫۰ | ۱٫۲ | ۰٫۳ | ۳٫۳  |
| Bill Wennington | ۳  | ۰  | ۴٫۳  | ۰٫۴۰۰ | ۰٫۰۰۰ | ۰٫۰۰۰ | ۱٫۰ | ۰٫۳ | ۰٫۰ | ۰٫۳ | ۱٫۳  |

یوتا جاز
| بازیکن           | GP | GS | MPG  | FG%   | 3FG%  | FT%   | RPG  | APG | SPG | BPG | PPG  |
| ---------------- | -- | -- | ---- | ----- | ----- | ----- | ---- | --- | --- | --- | ---- |
| Shandon Anderson | ۶  | ۰  | ۲۱٫۰ | ۰٫۵۰۰ | ۰٫۳۳۳ | ۰٫۸۱۸ | ۲٫۷  | ۰٫۳ | ۰٫۲ | ۰٫۲ | ۷٫۳  |
| Antoine Carr     | ۶  | ۰  | ۱۴٫۳ | ۰٫۵۰۰ | ۰٫۰۰۰ | ۰٫۷۵۰ | ۲٫۰  | ۰٫۰ | ۰٫۰ | ۰٫۲ | ۴٫۲  |
| Howard Eisley    | ۶  | ۰  | ۱۷٫۵ | ۰٫۳۷۵ | ۰٫۱۴۳ | ۱٫۰۰۰ | ۲٫۰  | ۳٫۸ | ۰٫۳ | ۰٫۲ | ۴٫۷  |
| Greg Foster      | ۶  | ۲  | ۱۰٫۵ | ۰٫۲۶۷ | ۰٫۰۰۰ | ۰٫۰۰۰ | ۲٫۳  | ۰٫۰ | ۰٫۲ | ۰٫۳ | ۱٫۳  |
| Jeff Hornacek    | ۶  | ۶  | ۳۴٫۲ | ۰٫۴۱۱ | ۰٫۳۳۳ | ۰٫۸۳۳ | ۲٫۷  | ۲٫۷ | ۰٫۸ | ۰٫۲ | ۱۰٫۷ |
| Adam Keefe       | ۵  | ۳  | ۱۲٫۰ | ۰٫۴۲۹ | ۰٫۰۰۰ | ۰٫۵۰۰ | ۳٫۴  | ۰٫۲ | ۰٫۴ | ۰٫۰ | ۲٫۸  |
| Karl Malone      | ۶  | ۶  | ۴۰٫۵ | ۰٫۵۰۴ | ۰٫۰۰۰ | ۰٫۷۸۹ | ۱۰٫۵ | ۳٫۸ | ۱٫۰ | ۱٫۲ | ۲۵٫۰ |
| Chris Morris     | ۶  | ۰  | ۱۷٫۵ | ۰٫۳۹۳ | ۰٫۰۰۰ | ۰٫۶۶۷ | ۲٫۵  | ۰٫۵ | ۰٫۳ | ۰٫۲ | ۴٫۳  |
| Greg Ostertag    | ۵  | ۱  | ۱۱٫۰ | ۰٫۴۱۷ | ۰٫۰۰۰ | ۱٫۰۰۰ | ۳٫۲  | ۰٫۰ | ۰٫۰ | ۰٫۲ | ۲٫۲  |
| Bryon Russell    | ۶  | ۶  | ۳۶٫۰ | ۰٫۴۰۹ | ۰٫۲۸۶ | ۰٫۶۸۸ | ۵٫۰  | ۱٫۳ | ۱٫۲ | ۰٫۲ | ۸٫۸  |
| John Stockton    | ۶  | ۶  | ۳۲٫۳ | ۰٫۴۹۰ | ۰٫۲۲۲ | ۰٫۷۲۷ | ۲٫۵  | ۸٫۷ | ۲٫۰ | ۰٫۰ | ۹٫۷  |
| Jacque Vaughn    | ۱  | ۰  | ۷٫۰  | ۰٫۰۰۰ | ۰٫۰۰۰ | ۰٫۰۰۰ | ۲٫۰  | ۰٫۰ | ۰٫۰ | ۰٫۰ | ۰٫۰  |